# Tatyana Belan
Pour les articles homonymes, voir Belan.
Tatyana Valeryevna Belan (née le 10 novembre 1982 à Minsk) est une gymnaste rythmique biélorusse.

## Biographie
Tatyana Belan remporte aux Jeux olympiques d'été de 2000 à Sydney la médaille d'argent par équipe avec Tatyana Ananko, Anna Glazkova, Irina Ilenkova, Mariya Lazuk et Olga Puzhevich.

## Palmarès

### Jeux olympiques
- Sydney 2000
  -  médaille d'argent par équipe.

### Championnats du monde
- Séville 1998
  -  médaille d'or par équipe.